# ایرنه ابل
ایرنه ابل (آلمانی: Irene Abel؛ زادهٔ ۲ فوریهٔ ۱۹۵۳) ژیمناست هنری اهل آلمان شرقی بود.